# Kahekili I.
Kralj Kahekili I. (havajski Kahekili o Maui), znan i kao Kahekili Veliki (havajski Kahekili Nui), bio je kralj havajskog otoka Mauija na drevnim Havajima, predak kralja Kahekilija II. Njegovo je ime izvedeno iz imena havajskog boga grmljavine, Kāne-Hekilija.
Kahekili je bio sin velike poglavarice Kapohauole, kraljice Mauija. Nije jasno tko mu je bio otac. Moguće je da mu je otac bio kralj Kakae, ali je isto tako moguće da mu je otac bio kralj Kakaalaneo. Obojica su bili vladari Mauija, sinovi kralja Kaulaheje I.
Kahekili je naslijedio Kakaalanea na tronu otoka Mauija. Svojim vojnim kampanjama je znatno osiromašio svoje kraljevstvo.
Njegova je žena bila kraljica Hauka, koja je znana i kao Hauka Velika ili Haukanimaka, a bila je s otoka Kauaija. Kahekili i njegova supruga su bili roditelji kralja Kawaokaohelea i kraljevne Keleanohoanaʻapiʻapi.